# Plavání na Letních olympijských hrách 1920
Plavání na Letních olympijských hrách 1920.

## Přehled medailí
| Pořadí | Země                         | Zlato | Stříbro | Bronz | Celkově |
| ------ | ---------------------------- | ----- | ------- | ----- | ------- |
| 1.     | Spojené státy americké (USA) | 8     | 5       | 3     | 16      |
| 2.     | Švédsko (SWE)                | 2     | 2       | 1     | 5       |
| 3.     | Austrálie (AUS)              | 0     | 1       | 1     | 2       |
| 3.     | Kanada (CAN)                 | 0     | 1       | 1     | 2       |
| 3.     | Velká Británie (GBR)         | 0     | 1       | 1     | 2       |
| 6.     | Finsko (FIN)                 | 0     | 0       | 2     | 2       |
| 7.     | Belgie (BEL)                 | 0     | 0       | 1     | 1       |
| Celkem | Celkem                       | 10    | 10      | 10    | 30      |

## Medailisté

### Muži
| Kategorie                    | Zlato                                                                                          | Stříbro                                                                         | Bronz                                                                               |
| ---------------------------- | ---------------------------------------------------------------------------------------------- | ------------------------------------------------------------------------------- | ----------------------------------------------------------------------------------- |
| 100 m volný způsob           | Duke Kahanamoku · Spojené státy americké (USA)                                                 | Pua Kealoha · Spojené státy americké (USA)                                      | Bill Harris · Spojené státy americké (USA)                                          |
| 400 m volný způsob           | Norman Ross · Spojené státy americké (USA)                                                     | Ludy Langer · Spojené státy americké (USA)                                      | George Vernot · Kanada (CAN)                                                        |
| 1500 m volný způsob          | Norman Ross · Spojené státy americké (USA)                                                     | George Vernot · Kanada (CAN)                                                    | Frank Beaurepaire · Austrálie (AUS)                                                 |
| 100 m znak                   | Warren Kealoha · Spojené státy americké (USA)                                                  | Ray Kegeris · Spojené státy americké (USA)                                      | Gérard Blitz · Belgie (BEL)                                                         |
| 200 m prsa                   | Håkan Malmrot · Švédsko (SWE)                                                                  | Thor Henning · Švédsko (SWE)                                                    | Arvo Aaltonen · Finsko (FIN)                                                        |
| 400 m prsa                   | Håkan Malmrot · Švédsko (SWE)                                                                  | Thor Henning · Švédsko (SWE)                                                    | Arvo Aaltonen · Finsko (FIN)                                                        |
| štafeta 4×200 m volný způsob | Spojené státy americké (USA) · Duke Kahanamoku · Pua Kealoha · Perry McGillivray · Norman Ross | Austrálie (AUS) · Frank Beaurepaire · Henry Hay · William Herald · Ivan Stedman | Velká Británie (GBR) · Harold Annison · Edward Peter · Leslie Savage · Henry Taylor |

### Ženy
| Kategorie                    | Zlato | Stříbro                                                                                                 | Bronz                                                                                |
| ---------------------------- | --- | --- | ------------------------------------------------------------------------------------ |
| 100 m volný způsob           | Ethelda Bleibtreyová · Spojené státy americké (USA)                                                                | Irene Guestová · Spojené státy americké (USA)                                                           | Frances Schrothová · Spojené státy americké (USA)                                    |
| 300 m volný způsob           | Ethelda Bleibtreyová · Spojené státy americké (USA)                                                                | Margaret Woodbridgeová · Spojené státy americké (USA)                                                   | Frances Schrothová · Spojené státy americké (USA)                                    |
| štafeta 4×100 m volný způsob | Spojené státy americké (USA) · Ethelda Bleibtreyová · Irene Guestová · Frances Schrothová · Margaret Woodbridgeová | Velká Británie (GBR) · Hilda Jamesová · Constance Jeansová · Grace McKenzieová · Charlotte Radcliffeová | Švédsko (SWE) · Aina Bergová · Jane Gyllingová · Emily Machnowová · Carin Nilssonová |